# Борандохт
Борандо́хт (Боран, Буран, пехл.  Burān; перс. بوراندخت‎ Pūrāndūkht; 590  — октябрь 631/632) — царица цариц (банбишнан банбишн)  Ирана, правила в 630—631 и 631—632 годах с перерывом в несколько месяцев. Из династии Сасанидов, дочь шахиншаха Хосрова II и византийской принцессы Марии. Вторая из трёх женщин, правивших в иранской истории; другими были её сестра Азармедохт и Муза Парфянская.
Унаследовала пришедшую в упадок империю, охваченную гражданской войной между персидскими (Парсиг) и парфянскими (Пахлав) дворянскими семьями. Стремилась возродить память и престиж своего отца, во время правления которого Сасанидская империя достигла наибольшей территориальной протяжённости. Она попыталась вернуть стабильность путём внедрения справедливых законов, реконструкции инфраструктуры, а также снижения налогов и чеканки монет. Дипломатически она искала хороших отношений со своими западными соседями византийцами, отправив им посольство, принятое императором Ираклием.

## Приход к власти
Взошла на трон с помощью военного командира Фарруха Ормизда, который помог ей свергнуть узурпатора Шахрвараза. После гибели последнего
...Венчаться на царство никто не хотел
Искали меж витязей множество дней,
Нигде не сыскали потомка царей.
Как показали будущие события, потомки Сасана по мужской линии в стране всё-таки были. Тем не менее впервые в истории Сасанидского Ирана на трон официально, в качестве единодержавной владычицы, взошла женщина — Борандохт (Буран), стараниями которой пал Шахрвараз. Её матерью средневековые восточные писатели называют византийскую принцессу Марию, жену шаханшаха Хосрова II, а значит, если это так, Буран приходилась внучкой императору Маврикию. Возможно, это обстоятельство и сыграло решающую роль при избрании на царство — ведь в Сирии, фактически на западных границах Ирана, всё ещё стояли византийские победоносные легионы. Ирану следовало демонстрировать ромеям дружелюбие — тем более что Шахрвараз поднял мятеж с ведома, если не при поддержке, Ираклия, и убийство узурпатора могло послужить предлогом новой войны с Византийской империей, что стало бы гибельным для страны. И передача власти потомку сразу двух законных государей была политическим ходом, ориентированным прежде всего на положительную реакцию византийцев. Буран немедленно предприняла меры для предотвращения любых конфликтов с ромеями, отправив к ним посольство во главе с несторианским католикосом Ишоябом II. Так или иначе, конфликта удалось избежать — Ираклий, пребывавший в Алеппо, принял послов и пообещал ей поддержку. Видимо, благожелательный приём при византийском дворе послужил основанием для обвинения Ишояба в том, что он изменил несторианству. Царице даже пришлось защищать возвратившегося Ишояба от нападок единоверцев.

## Правление Буран
Фирдоуси, положительно характеризуя Буран, пишет, что «книг царских немало читала она». Мусульманские и христианские историки вообще с редким единодушием хорошо отзываются о царице, при которой началось восстановление разрушенных ирригационных систем, велось строительство, были прощены недоимки казне:
Заботливо, мудро царила жена,
Державу от гроз ограждала она.
Тем не менее в это время начинаются набеги арабов на Хиру и Оболлу (места проживания арабов, признавших власть шахиншахов). Причём командир одного из отрядов, уговаривая халифа Абу Бакра напасть на Иран, аргументировал свою уверенность в слабости персов именно тем, что ими правит женщина.

## Смерть царицы
Буран умерла, проболев неделю, в октябре 631 года или же в 632 году (или, по свидетельству автора сирийской «Хроники Сеерта», была задушена неким военачальником). Правление её продолжалось, по разным источникам, от 1 года и 4 месяцев до двух лет. Вероятно, оно прерывалось, когда её сместил Шапур-и-Шахрвараз, чьё правление было ещё короче, поскольку его заменила Азармедохт. Та, в свою очередь, вскоре была свергнута, ослеплена и убита Рустамом Фаррохзадом (сыном Фарруха Ормизда), который восстановил Боран на троне в июне 631 года. Во время её второго правления власть в основном находилась в руках Рустама, что привело к восстанию, по итогу которого Буран могла быть убита.
Существует также не вполне ясное сообщение аль-Балазури о том, что Буран была регентшей трона до тех пор, пока её племянник Йездигерд III не стал совершеннолетним. Так или иначе, но монеты с её именем, атрибутированные третьим годом правления (начался 17 июня 631 года, а первый год правления длился несколько недель, до 17 июня 630 года), известны лишь для монетного двора Сакастана.